# هوغو سيمويس
هوغو سيمويس هو لاعب كرة قدم برتغالي في مركز الدفاع، ولد في 2 مايو 1986 في لشبونة في البرتغال. لعب مع نادي فارنزي.

## وصلات خارجية
- هوغو سيمويس على موقع قاعدة بيانات كرة القدم.إي يو (الإنجليزية)
- هوغو سيمويس على موقع Soccerway.com (الإنجليزية)